# Campeonato colombiano 1964
El Campeonato colombiano 1964 fue el decimoséptimo (17°.) torneo de la Categoría Primera A de fútbol profesional colombiano en la historia. 

## Desarrollo
En esta temporada participaron 13 equipos, los mismos de la temporada anterior. Se jugaron cuatro vueltas (dos de local, dos de visitante) sumando 52 fechas.
Este fue el cuarto campeonato consecutivo que ganó Millonarios, el subcampeón fue Cúcuta Deportivo. Se jugaron 312 partidos entre los 13 clubes inscritos y se anotaron 1002 goles siendo el Santa Fe el que más anotó con 89 conquistas y el que más recibió fue el Once Caldas con 94 goles en contra.
El goleador fue Omar Lorenzo Devanni del Unión Magdalena con 28 goles.

## Cisma del fútbol colombiano
Como consecuencia del conflicto interno entre la Asociación de Fútbol Colombiano (Adefutbol) y la naciente Federación Colombiana de Fútbol (Fedebol), fundada en Villa del Rosario el 19 de junio, con Alfonso Senior Quevedo como presidente, la FIFA decidió intervenir al fútbol colombiano, sancionándolo con una suspensión de todos los torneos internacionales.
Entre otras causas, el motivo de molestia de varias ligas y clubes era por los manejos financieros que tenía Adebol, que no afectó la realización del campeonato profesional organizado por la División Mayor del Fútbol Colombiano (Dimayor).
El denominado cisma del fútbol colombiano hizo que Colombia no pudiera participar de la Copa Libertadores de América en su edición de 1965.

## Datos de los clubes
| Equipo                 | Departamento       | Ciudad      |
| ---------------------- | ------------------ | ----------- |
| América de Cali        | Valle del Cauca    | Cali        |
| Atlético Bucaramanga   | Santander          | Bucaramanga |
| Atlético Nacional      | Antioquia          | Medellín    |
| Cúcuta Deportivo       | Norte de Santander | Cúcuta      |
| Deportes Quindío       | Caldas             | Armenia     |
| Deportes Tolima        | Tolima             | Ibagué      |
| Deportivo Cali         | Valle del Cauca    | Cali        |
| Deportivo Pereira      | Caldas             | Pereira     |
| Independiente Medellín | Antioquia          | Medellín    |
| Millonarios            | Bogotá, D. C.      | Bogotá      |
| Once Caldas            | Caldas             | Manizales   |
| Independiente Santa Fe | Bogotá, D. C.      | Bogotá      |
| Unión Magdalena        | Magdalena          | Santa Marta |

## Clasificación
| Pos. | Equipo                 | Pts. | PJ | G  | E  | P  | GF | GC | Dif. | Clasificación |
| ---- | ---------------------- | ---- | -- | -- | -- | -- | -- | -- | ---- | ------------- |
| 1    | Millonarios            | 57   | 48 | 21 | 15 | 12 | 87 | 72 | +15  | Campeón.      |
| 2    | Cúcuta Deportivo       | 56   | 48 | 19 | 18 | 11 | 79 | 57 | +22  |               |
| 3    | Independiente Medellín | 54   | 48 | 19 | 16 | 13 | 85 | 73 | +12  |               |
| 4    | Deportes Quindío       | 52   | 48 | 18 | 16 | 14 | 81 | 68 | +13  |               |
| 5    | Deportivo Cali         | 51   | 48 | 15 | 21 | 12 | 83 | 71 | +12  |               |
| 6    | Deportivo Pereira      | 48   | 48 | 15 | 18 | 15 | 74 | 67 | +7   |               |
| 7    | Santa Fe               | 48   | 48 | 17 | 14 | 17 | 89 | 85 | +4   |               |
| 8    | América de Cali        | 48   | 48 | 15 | 18 | 15 | 71 | 70 | +1   |               |
| 9    | Atlético Nacional      | 47   | 48 | 17 | 13 | 18 | 85 | 82 | +3   |               |
| 10   | Unión Magdalena        | 44   | 48 | 16 | 12 | 20 | 78 | 93 | −15  |               |
| 11   | Deportes Tolima        | 41   | 48 | 12 | 17 | 19 | 63 | 84 | −21  |               |
| 12   | Once Caldas            | 40   | 48 | 13 | 14 | 21 | 64 | 94 | −30  |               |
| 13   | Atlético Bucaramanga   | 38   | 48 | 11 | 16 | 21 | 63 | 86 | −23  |               |

 Fuente: Rsssf

## Resultados
| 1964                   | AME     | BUC     | CAL     | CUC     | MAG     | MED     | MIL     | NAL     | ONC     | PER     | QUI     | SFE     | TOL     |
| América de Cali        |         | 0:0 2:0 | 2:0 0:2 | 1:1 4:3 | 1:3 7:3 | 2:2 0:0 | 0:1 1:1 | 0:1 0:1 | 3:0 2:3 | 3:1 1:0 | 0:1 1:2 | 4:1 2:2 | 1:2 4:2 |
| Atlético Bucaramanga   | 0:0 3:3 |         | 0:0 2:0 | 0:0 2:2 | 1:0 3:0 | 1:1 4:4 | 1:0 2:1 | 2:0 1:1 | 2:0 1:1 | 1:1 1:2 | 1:3 1:1 | 0:1 3:1 | 4:1 4:0 |
| Deportivo Cali         | 1:1 1:1 | 1:1 2:2 |         | 3:1 0:1 | 4:0 4:2 | 1:1 2:3 | 3:2 0:0 | 3:0 1:1 | 1:2 4:2 | 4:4 4:1 | 1:1 4:2 | 2:1 2:0 | 2:2 0:0 |
| Cúcuta Deportivo       | 1:0 1:2 | 3:1 0:0 | 2:2 4:1 |         | 5:0 1:0 | 1:1 3:0 | 1:0 4:1 | 4:2 2:0 | 3:0 3:0 | 0:0 1:0 | 2:2 2:1 | 2:2 2:1 | 3:0 1:3 |
| Unión Magdalena        | 4:0 2:2 | 3:2 1:2 | 2:2 3:4 | 3:1 0:2 |         | 1:0 1:4 | 0:0 2:2 | 1:1 2:0 | 3:1 5:3 | 1:0 0:2 | 1:1 3:2 | 2:3 1:1 | 4:2 5:0 |
| Independiente Medellín | 2:0 0:1 | 2:2 3:2 | 2:0 0:0 | 0:0 4:2 | 5:2 1:2 |         | 6:1 1:1 | 3:1 2:0 | 2:0 3:1 | 2:2 3:2 | 2:1 0:0 | 2:2 2:0 | 4:2 3:2 |
| Millonarios            | 4:1 1:1 | 5:0 2:0 | 1:0 3:3 | 0:0 1:1 | 2:2 0:0 | 1:0 5:3 |         | 4:3 1:3 | 1:1 4:2 | 2:0 1:0 | 0:0 3:1 | 3:1 2:1 | 5:3 2:2 |
| Atlético Nacional      | 2:2 3:3 | 4:1 7:1 | 2:2 2:1 | 3:0 0:2 | 2:0 2:4 | 2:0 2:0 | 4:6 4:1 |         | 1:2 2:0 | 1:1 3:1 | 1:2 2:2 | 2:3 2:1 | 2:0 1:1 |
| Once Caldas            | 0:1 1:1 | 2:1 3:1 | 1:2 1:2 | 3:3 1:1 | 5:3 0:1 | 0:1 2:2 | 2:1 1:3 | 3:0 2:2 |         | 1:1 1:1 | 3:2 1:0 | 5:4 2:2 | 0:0 1:1 |
| Deportivo Pereira      | 2:0 1:1 | 2:1 4:2 | 1:1 0:2 | 2:0 3:3 | 0:0 3:0 | 1:0 1:1 | 1:1 2:0 | 1:3 0:1 | 5:1 4:0 |         | 3:2 0:0 | 2:2 1:1 | 1:1 3:0 |
| Deportes Quindío       | 2:0 1:1 | 2:0 3:1 | 3:2 3:3 | 1:1 2:1 | 0:0 2:1 | 1:1 5:2 | 1:2 2:4 | 4:3 1:0 | 5:0 2:0 | 4:1 2:1 |         | 0:1 3:3 | 0:1 1:1 |
| Independiente Santa Fe | 1:2 3:3 | 6:0 2:1 | 1:0 2:2 | 2:2 1:0 | 1:0 5:1 | 3:0 3:4 | 3:2 2:0 | 6:3 1:1 | 0:1 0:1 | 4:4 0:3 | 0:1 3:2 |         | 1:0 1:4 |
| Deportes Tolima        | 1:2 1:2 | 2:1 2:1 | 1:0 2:2 | 0:0 2:1 | 1:1 1:3 | 3:1 2:0 | 1:2 0:2 | 2:2 0:0 | 1:1 1:1 | 3:0 1:3 | 1:1 3:1 | 1:1 1:3 |         |

|                                |
| Bandera de Colombia            |
| Campeón Millonarios 9.º título |

## Goleadores
| Jugador              | Equipo           | Goles |
| -------------------- | ---------------- | ----- |
| Omar Lorenzo Devanni | Unión Magdalena  | 28    |
| José Marín           | Santa Fe         | 27    |
| Edgardo López        | Deportes Tolima  | 24    |
| José Verdún          | Cúcuta Deportivo | 24    |